# Joya - Flavor sodas
Joya è una marca di soda al gusto di frutta introdotta sul mercato nel 1942 nel Monterrey, Messico dal produttore di acqua minerale Cia. Ora è proprietà della Topo Chico divisione della Embottelladoras Arca (il secondo più grande gruppo di imbottigliazione di Coca-Cola nel Messico). Joya fu formalmente solo venduta negli stati messicani di Nuevo León e Tamaulipas, dopo nel 2004 la distribuzione parte in Cohahuila, Sinaloa e parte di San Luis Potosí e nel 2005 in Sonora, Chihuahua e Baja California. Nel 2004 Joya fu acquistata dalla Coca-Cola Company e nel 2006 fu introdotta nello stato di Hidalgo e parte di Morelos.

## Gusti
- Fruit Punch
- Mela
- Succo d'uva
- Ananas
- Mandarino
- Pesca